# باد بروكس
باد بروكس (بالإنجليزية: Bud Brooks)‏ هو لاعب كرة قدم أمريكية أمريكي، ولد في 6 سبتمبر 1930، وتوفي في 6 يناير 2005.